# Salamun (otok)
Koordinati:   45°09′35″N, 13°36′08″E
Salamun je majhen nenaseljen otoček v Jadranskem morju. Pripada Hrvaški.
Salamun leži okoli 1 km severno od mesta Vrsar ob zahodni obali Istre. Površina otočka meri 0,04 km². Dolžina obalnega pasu je 0,77 km. Najvišja točka na otočku je visoka 6 mnm.